# Zivilarbeiter

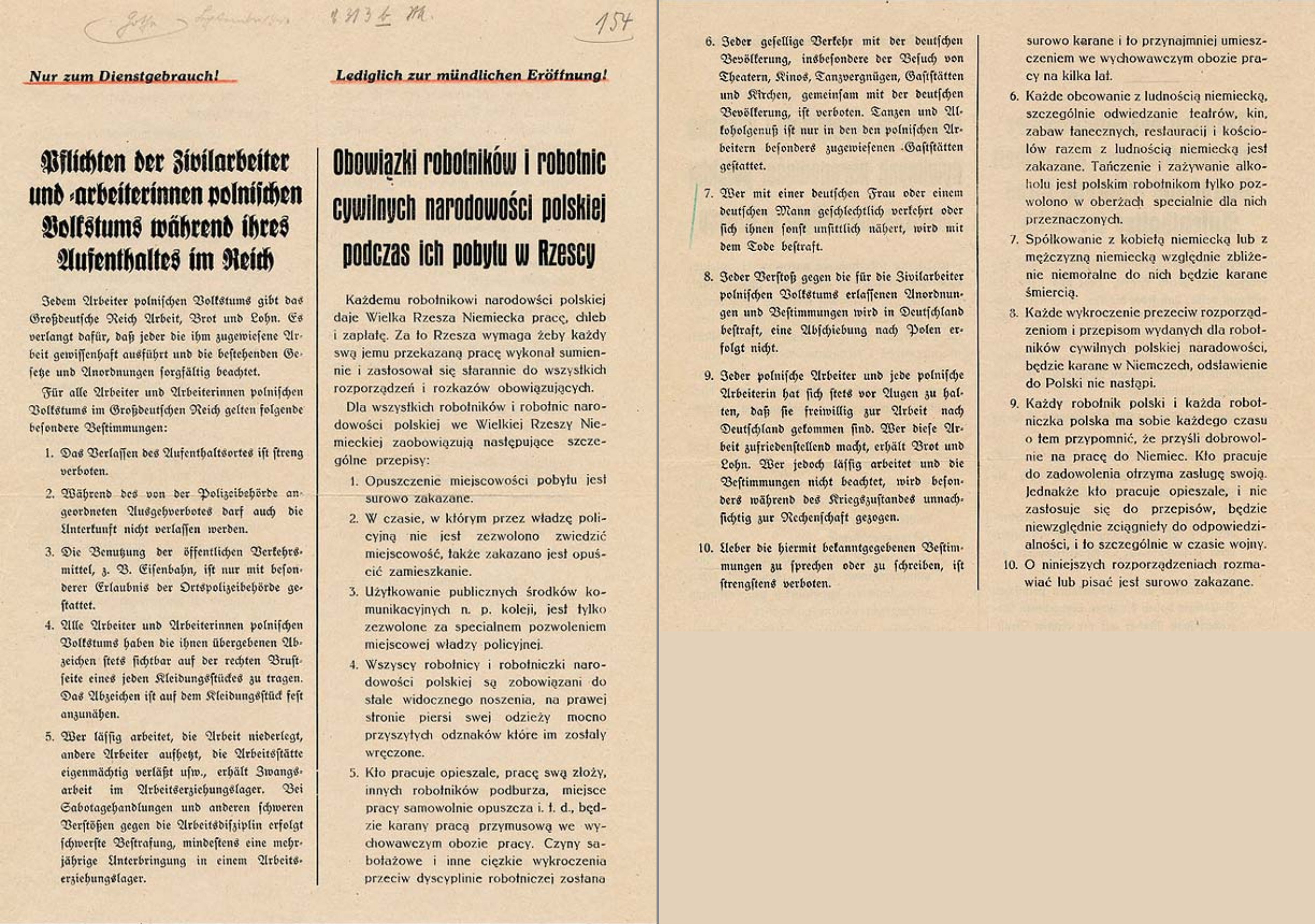
Belehrung über die Pflichten von Zivilarbeitern von 1940 (deutsch und polnisch)

Zivilarbeiter waren im nationalsozialistischem Sprachgebrauch männliche und weibliche Arbeitskräfte, häufig noch Jugendliche, aus den von der deutschen Wehrmacht während des Zweiten Weltkrieges besetzten Ländern, die in ihrer Heimat weitgehend unter Druck oder falschen Versprechungen angeworben wurden und in Deutschland oder den besetzten Gebieten Europas rechtlos und überwiegend unter menschenunwürdigen Bedingungen als Zwangsarbeiter eingesetzt wurden, um die Wirtschaft im nationalsozialistischen Deutschen Reich aufrechtzuerhalten. Sie waren keine Kriegsgefangenen, Militärinternierte oder KZ-Häftlinge von Wehrmacht bzw. SS.